# Курпеши (Дятловский район)
Ку́рпеши (бел. Курпешы) — деревня в Дятловском сельсовете Дятловского района Гродненской области Республики Беларусь. Согласно переписи населения 2009 года в Курпешах проживало 43 человека.

## География
Курпеши расположены в 8 км к северо-востоку от Дятлово, 151 км от Гродно, 14 км от железнодорожной станции Новоельня.

## История
В 1878 году Курпеши — деревня в Дятловской волости Слонимского уезда Гродненской губернии (18 дворов, магазин). В 1880 году в Курпешах проживало 14 человек.
Согласно переписи населения 1897 года в Курпешах насчитывалось 38 домов, проживало 250 человек. В 1905 году — 252 жителя.
В 1921—1939 годах Курпеши находились в составе межвоенной Польской Республики. В сентябре 1939 года Курпеши вошли в состав БССР.
В 1996 году Курпеши входили в состав колхоза «Россия». В деревне насчитывалось 40 дворов, проживало 68 человек.